# شون الكسندر
شون الكسندر (بالإنجليزية: Shaun Alexander)‏ هو لاعب كرة قدم أمريكية أمريكي، ولد في 30 أغسطس 1977 في فلورنس في الولايات المتحدة.

## وصلات خارجية
- شون الكسندر على موقع إي إس بي إن.كوم (أن.أف.أل)3
- شون الكسندر على موقع مرجع كرة القدم المحترفة.كوم (الإنجليزية)
- شون الكسندر على موقع قاعة ألاباما للمشاهير الرياضية (مؤرشف) (الإنجليزية)
- شون الكسندر على موقع IMDb (الإنجليزية)
- شون الكسندر على موقع الموسوعة البريطانية (الإنجليزية)
- شون الكسندر على موقع إن إن دي بي (الإنجليزية)
- شون الكسندر على موقع قاعدة بيانات الفيلم (الإنجليزية)